# Atriplex halimus
Espèce
Classification phylogénétique
Atriplex halimus ou arroche halime  (pourpier de mer, arroche marine ou fessecul) est une espèce végétale de la famille des Chenopodiaceae selon la classification classique de Cronquist (1981) ou des Amaranthaceae selon la classification phylogénétique. Elle est utilisée comme plante ornementale en milieu littoral.
C'est une plante trimonoïque.

## Étymologie
Atriplex vient du grec ατραφαξιϛ désignant l'« arroche des jardins ». Le terme halimus vient du grec ancien αλιμοϛ « appartenant à la mer ».

## Histoire
À l'époque contemporaine, les érudits, constatant que le nom de la moly n’est pas grec, ont cherché à l'identifier, d'abord à partir d'une éventuelle origine sémitique de ce mot, par la racine *m.l.h. Ainsi, Victor Bérard y a vu l’Atriplex halimus. 

## Description
Atriplex halimus est un arbrisseau halophyte (qui pousse en terrain salé) de 1,5 m à 2 m de haut. Avec son réseau très dense de rameaux dressés à partir du sol, il forme des buissons très touffus, impénétrables. Sa croissance est rapide et il peut s'étendre grâce à ses rejets souterrains.
Le feuillage est persistant. Les feuilles sont petites, alternes, pétiolées, de forme ovale à rhomboïdale, entières, de couleur gris argenté sur les deux faces. Les tiges et les feuilles sont recouvertes de petites écailles qui donnent un aspect velouté.
L'arroche marine est une espèce trimonoïque, c'est-à-dire qu'un même individu peut porter à la fois des fleurs unisexuées mâles, unisexuées femelles et bisexuées,.

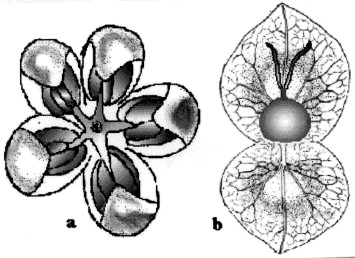
Atriplex halimus
a. Fleur mâle à cinq tépales
b. Fleur femelle à deux préfeuilles dont l'antérieure a été rabattue vers l'avant (d'après Talamali et als)

Sur un même individu, deux types de fleurs sont observables (dans des conditions climatiques méditerranéennes) : 

a. soit une fleur pentamère comprenant un verticille extérieur de 5 tépales soudés à la base, entourant un verticille de 5 étamines et au centre, un amas tissulaire pouvant ou non contenir un ovule. Ces fleurs à 5 tépales peuvent être bisexuées, unisexuées mâles ou dans 5 % des cas, unisexuées femelles. 

b. soit une fleur sans périanthe contenant un seul carpelle, entouré de deux bractées (préfeuilles) opposées triangulaires. L'ovaire uniloculaire est surmonté de deux stigmates, avec dans 5 % de cas, de une à trois étamines fonctionnelles 

Ainsi les fleurs des deux types (à 5 tépales ou à 2 préfeuilles), sont souvent unisexuées (respectivement mâles ou femelles) mais peuvent aussi être hermaphrodites. L'arroche marine est parfois décrite comme monoïque car seule une approche histologique permet de mettre en évidence les fleurs hermaphrodites.[pas clair]
Les rameaux florifères comportent de la base au sommet, des ramifications en nombre variable, distribuées en quatre zones : des épis indéfinis de fleurs femelles à deux préfeuilles, des épis de cymules de trois fleurs femelles à deux préfeuilles, des épis de cymules de trois fleurs (fleurs hermaphrodites ou mâles à 5 tépales et fleurs femelles à 2 préfeuilles) et au sommet une cymule de fleurs hermaphrodites.
Les valves fructifères sont blanchâtres, coriaces, libres, plus larges que hautes. Les graines sont rousses.

## Floraison
La floraison a lieu de juillet à octobre.

## Répartition et habitat

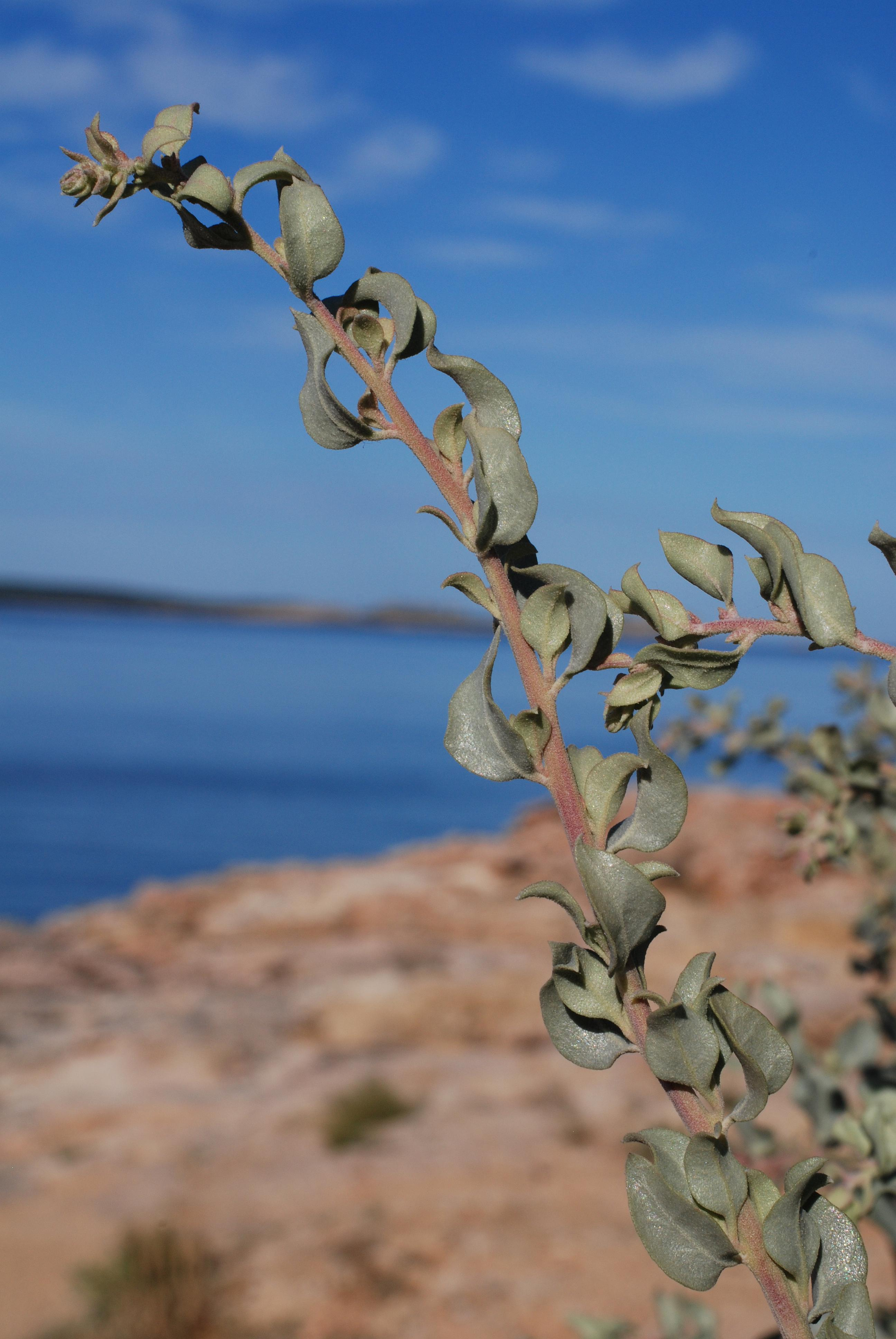
Rameau d' Atriplex halimus

Atriplex halimus est originaire d'Afrique (Maroc, Algérie, Tunisie, Libye, Égypte, Kenya, Tanzanie, Mozambique, Namibie, Afrique du Sud, Madagascar). Il a été acclimaté autour du bassin méditerranéen puis introduit avec succès sur le littoral atlantique.
Il est actuellement réparti sur le littoral de la Méditerranée, de l'Atlantique, de la Manche.
Il croît à proximité de la mer, sur les dunes fixées et les fourrés. Il est souvent planté pour former des haies et parfois subspontané.

## Utilisations
- Horticole

L'arroche marine est souvent plantée pour constituer des haies brise-vent sur le littoral. Elle est aussi cultivée comme arbuste d'ornement aussi bien en bord de mer qu'à l'intérieur des terres. C'est une plante très résistante à la sécheresse et aux embruns. Elle supporte bien la taille.
- Alimentation

Les feuilles de l'arroche marine sont consommées crues dans les salades, dans certains pays d'Europe. Elles peuvent aussi être cuites à la vapeur ou à la poêle. Dans la région de Gafsa en Tunisie, elles servent à la préparation d'un couscous spécial, le bethboutha.
Dans les zones arides d'Afrique du Nord et du Moyen-Orient, elle constitue un fourrage très apprécié du bétail (notamment pour les dromadaires). Les feuilles sont riches en protéines, vitamines C, A et D et en chrome.
Une autre arroche était connue dans l'antiquité. Ce que Dioscoride décrit sous le nom grec de atraphaxis (atra noir, phaxis poil) comme un végétal cultivé dans les jardins, pourrait être l'arroche des jardins (Atriplex hortensis). En application, elle servait à traiter les inflammations. Son nom latin était atriplex dit-il.